# Kadabi, Parasgad
Kadabi là một làng thuộc tehsil Parasgad, huyện Belgaum, bang Karnataka, Ấn Độ.